# 杨汉祥
杨汉祥（1930年8月31日—1985年9月30日），印度尼西亚记者，作家，银行家，企业家和电影制片人。

## 生平
他是印度尼西亚第一家国家银行——国民公众银行（Bank Umum Nasional）的创始人之一，他还是印尼国内首家彩色电影制片公司——Inter电影制作公司的创始人。
1985年9月30日去世于雅加达，葬于三宝垄。